# Gerstewijn

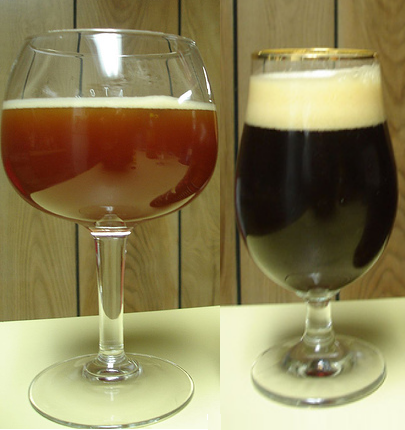
Gerstewijn

Gerstewijn, ook wel bekend onder de Engelse term barley wine, is een bier met relatief veel restsuikers. Een gerstewijn heeft een alcoholpercentage van 8-15%. Gerstewijn heeft een romige, moutige smaak die door de alcohol meer diepte krijgt. De kleur varieert van amber tot donkerbruin.
De alcohol zorgt voor een warme roes, die de gerstewijnen vooral in de winter erg populair maakt. Voorbeelden zijn Hertog Jan Grand Prestige, De Molen Bommen & Granaten en het Engelse bier dat als eerste de naam barley wine kreeg, Bass No. 1 Ale.